# Australopacifica tenuis
Australopacifica tenuis är en plattmaskart som först beskrevs av Arthur Dendy 1895.  Australopacifica tenuis ingår i släktet Australopacifica och familjen Geoplanidae. Inga underarter finns listade i Catalogue of Life.